# Acanthocolax hystricosus
Acanthocolax hystricosus är en kräftdjursart som beskrevs av R. Cressey 1983. Acanthocolax hystricosus ingår i släktet Acanthocolax och familjen Bomolochidae. Inga underarter finns listade i Catalogue of Life.